# Barbacha
Barbacha (em árabe: برباشة) é uma comuna localizada na província de Bugia, no norte da Argélia. Segundo o censo de 2008, a população total da cidade era de 16 901 habitantes.
A população é composta principalmente por indígenas amazigues da região de Cabília.